# Teudi
Teudi, Teudis in spagnolo e in catalano, Têudis in portoghese (470 – Siviglia, 548), è stato re dei Visigoti dal 531 fino alla sua morte.

## Origine
Secondo il Diccionario biográfico español, Real Academia de la Historia, pur non conoscendo gli ascendenti, Teudi era un nobile ostrogoto, probabilmente discendente degli Amali, che faceva parte del nucleo di nobili armati al seguito di Teodorico il Grande; lo storico Giordane lo cita come uomo d'armi di Teodorico (Thiudem suum armigerum).

La nobiltà del lignaggio, sempre secondo il Diccionario biográfico español, Real Academia de la Historia, viene confermata anche dal fatto che i suoi nipoti divennero re degli Ostrogoti e re d'Italia: il nipote Ildibaldo dal 540 al 541 e il pronipote Totila (chiamato anche Baduila) dal 541 al 552.

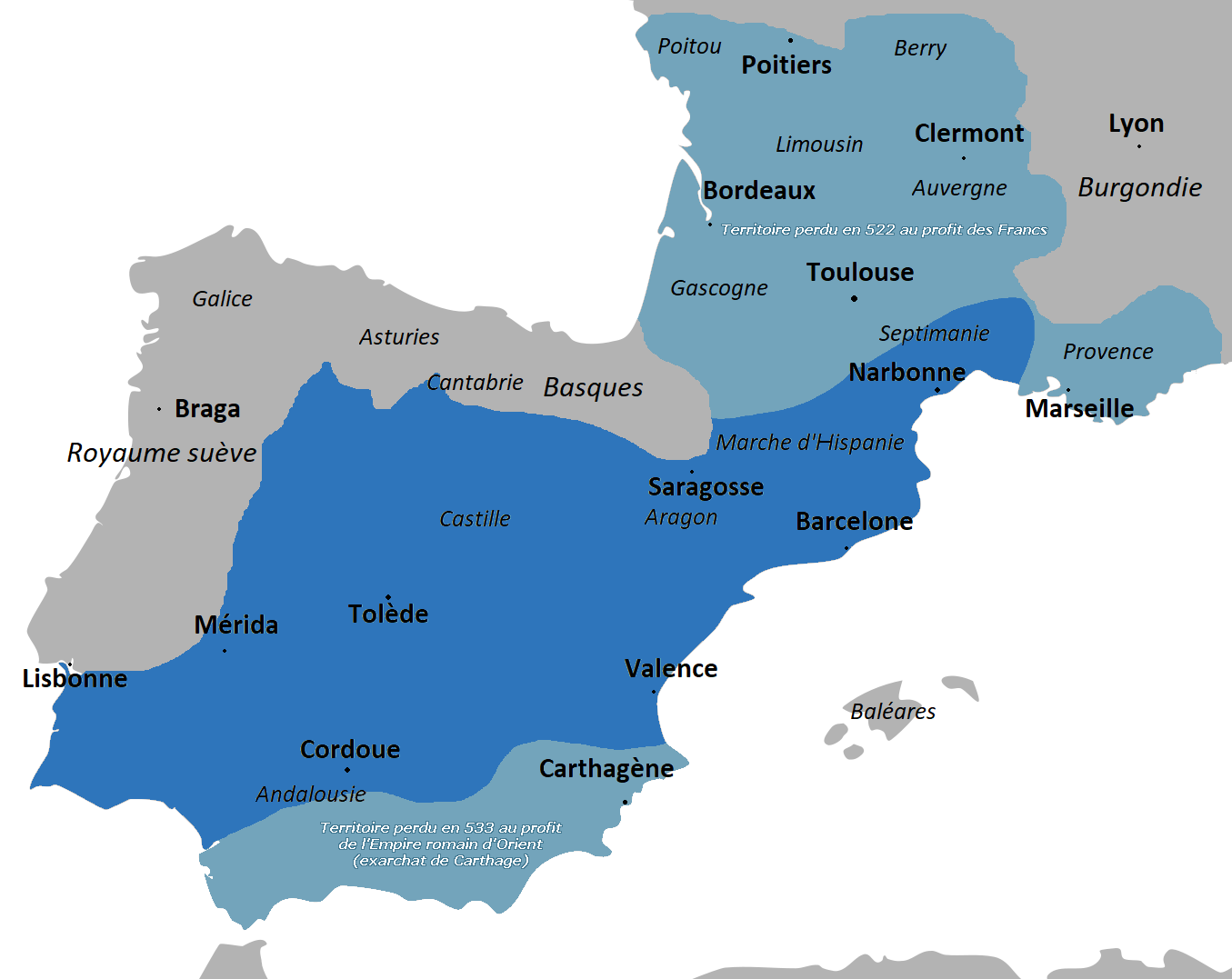
In blu il regno dei Visigoti durante il regno di Teudi

## Biografia
Teudi, secondo lo storico Procopio di Cesarea era stato prima tutore del re dei Visigoti, Amalarico e poi suo consigliere.
Il re dei Franchi, Childeberto I, nel 531, invase la Settimania e sconfisse Amalrico, nei pressi della sua capitale, Narbona. Amalarico, secondo il vescovo Gregorio di Tours, fuggì, cercando rifugio a Barcellona, come conferma Isidoro di Siviglia.

Ma poco dopo, sempre nello stesso anno, Amalarico fu assassinato, pugnalato dai suoi stessi soldati nei pressi di Barcellona, come riportano le cronache di Giordane, di Isidoro di Siviglia e le Herimanni Augiensis chronicon, ed alla sua morte, l'ostrogoto Teudi venne eletto re dei visigoti.
Il suo primo atto fu di trasferire la capitale del regno da Narbona alla penisola iberica: a Barcino (l'attuale Barcellona), Siviglia e Toledo.
Durante il suo regno, Teudi, pur essendo eretico (ariano) ebbe un buon rapporto con la chiesa della penisola iberica, agevolando l'insediamento di un vescovo cattolico a Toledo, come riporta Isidoro di Siviglia.
I Franchi premevano sulla Settimania e l'avevano occupata quasi tutta. In quello stesso anno (531) i Franchi erano penetrati attraverso i Pirenei e avevano raggiunto la Cantabria e nel 532 si erano annessi un piccolo territorio ed alcune cittadine nella zona di Béziers (Settimania).
Nel 533 Childeberto I, unite le sue forze a quelle del fratello Clotario I, invase la Navarra, occupò Pamplona e mise sotto assedio Saragozza. Allora Teudi corse in aiuto alla città con due eserciti (uno comandato da lui, ed uno da comandato da Teudiselo); i Franchi, al suo arrivo, si ritirarono verso i Pirenei, dove furono sconfitti dalla sua armata, mentre Teudiselo, corrotto dai Franchi, non intervenne nella battaglia e permise ai Franchi di ritirarsi indisturbati, carichi di bottino.

Anche Isidoro di Siviglia riporta l'aggressione dei Franchi.

Gregorio di Tours riporta questi avvenimenti nel 542, aggiungendo che i Franchi nel loro bottino avevano anche il corpo di san Vincenzo martire, che trasportarono a Parigi.
Alleato degli Ostrogoti, Teudi si alleò anche con i Vandali del re Gelimero, da cui, nel 534 ottenne la città di Ceuta.

Difese Ceuta dagli attacchi Bizantini, quando questi ultimi invasero la costa africana (534-535). Nel 541, però, attaccato dai re Franchi Clotario I e Childeberto I, che arrivarono ad assediare, per quarantanove giorni, Pamplona e Saragozza, non poté correre in difesa di Ceuta, che, accerchiata sia da terra che dal mare, cadde in mano bizantina nel 542. Rioccupò Ceuta, nel 543, ma la riperse nel 544.
Teudi risiedeva nei palazzi di Barcino, Siviglia e Toledo.
Durante il suo regno furono emanate le uniche leggi, dal tempo di Eurico. Leggi promulgate ed esposte, nel novembre 546, nel palazzo di Toledo, che ricalcavano in parte le vecchie leggi ispano-romane.
Fu assassinato nel palazzo reale di Siviglia, nel 548, da un Goto che si faceva passare per pazzo.

La morte di Teudi, nel suo palazzo, viene riportata sia da Isodoro di Siviglia, che dal Chronicon Albeldense.

Il Chronica Regum Visigotthorum cita Teudi, confermando che fu re per cinque anni (Theudis regnavit annos XVI meses VI); il Chronicon Albeldense conferma che Teudi regnò 17 anni, regnò in pace con la chiesa, concedendo il vescovado a Toledo, contrastò i Franchi e fu ucciso nel suo palazzo; Isidoro di Siviglia conferma che Teudi regnò 17 anni.
A Teudi succedette il suo generale, Teudiselo, come riportano Gregorio di Tours, Isidoro di Siviglia e Giordane.

## Matrimonio e discendenza
Teudi aveva sposato una ispano-romana di cui non conosciamo né il nome né gli ascendenti molto ricca, proprietaria, secondo Procopio, di oltre 2000 tra schiavi e dipendenti.

Non si hanno precise notizie su eventuali figli avuti dalla ricca moglie ispano-romana.
Però, secondo lo storico Procopio, Teudi aveva una sorella, che aveva due figli:
- Ildibaldo (?-assassinato nel 541), re degli Ostrogoti e re d'Italia, dal 540 al 541
- altro figlio maschio di cui non si conosce il nome, che a sua volta ebbe un figlio:
  - Totila, chiamato anche Baduila (?-Gualdo Tadino, luglio 552), re degli Ostrogoti e re d'Italia, dal 541 al 552.